# Yazghilgletscher
Der Yazghilgletscher befindet sich im westlichen Karakorum im pakistanischen Sonderterritorium Gilgit-Baltistan.
Der Yazghilgletscher hat eine Länge von 30 km. Er strömt in nordnordöstlicher Richtung durch den Nordosten der Gebirgsgruppe Hispar Muztagh. Der Yazghilgletscher mündet in den nach Westen strömenden Shimshal-Fluss. Der Yazghilgletscher wird von folgenden Bergen eingerahmt: Kunyang Chhish (7852 m), Yukshin Gardan Sar (7469 m), Pumari Chhish (7492 m), Yutmaru Sar (7330 m) und Yazghil Domes (7324 m).